# Carrer de la Palla
El Carrer de la Palla és una via urbana que segueix la ronda exterior de la Muralla romana de Barcelona.

## Història

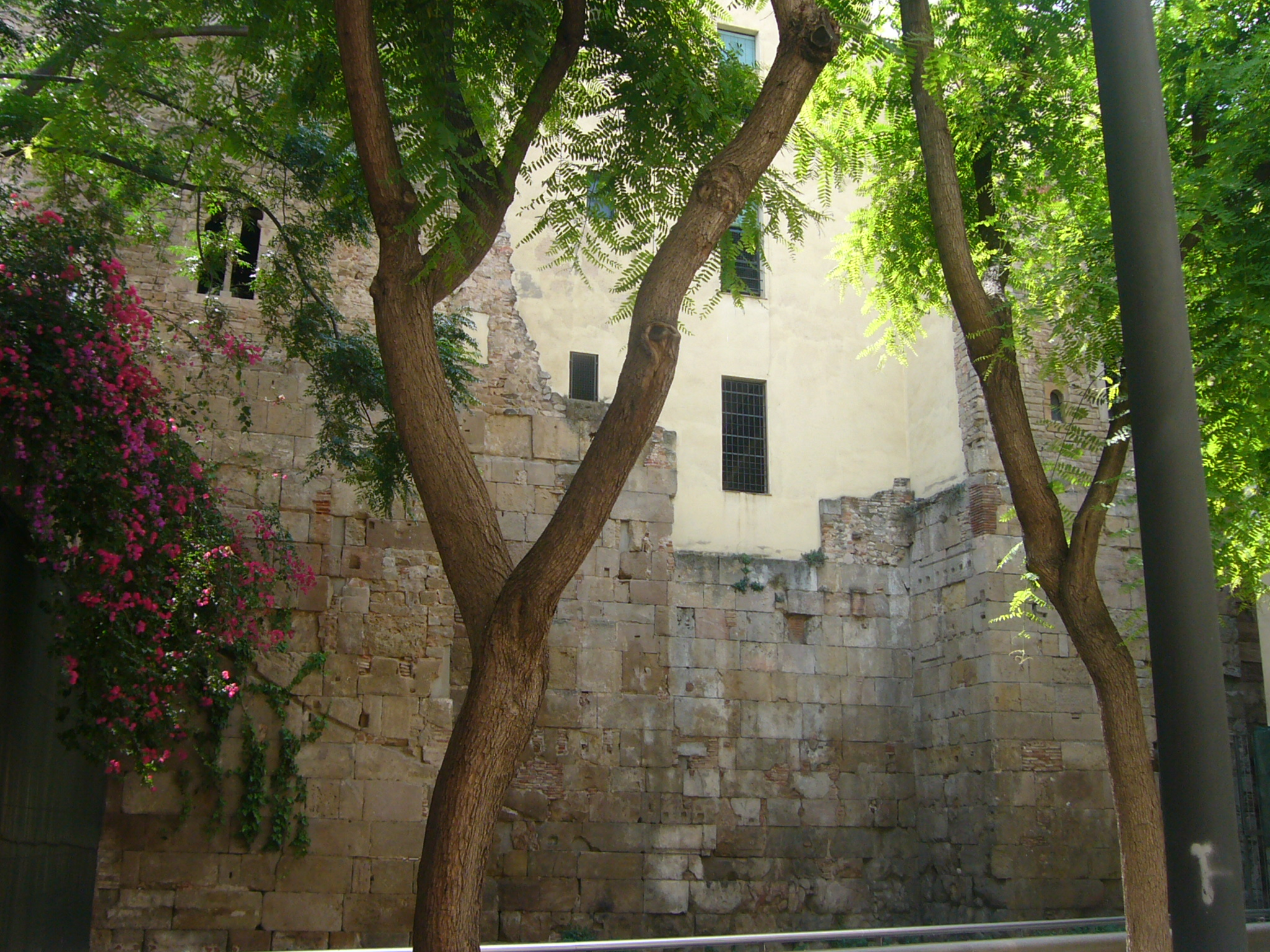
Muralla romana al carrer de la Palla

El primer nom d'aquest carrer de què es té constància és Cuyrater (pels tallers d'adobar pells que hi havia establerts). El nom actual data de l'any 1355, quan s'establí a la ciutat un impost sobre la palla, que es calculava en funció del pes. Aquesta activitat taxadora es va realitzar ací fins a l'any 1626, quan es desplaçà a la plaça Nova.
En aquest carrer hi havia la presó per a sacerdots, dependent del bisbat, que va donar lloc a molts rumors sobre terribles tortures als presos. Tal era la fama que tenia que, durant la Setmana Tràgica del 1909, els revoltats van saquejar convents, esglésies i tombes de frares, a la recerca de proves que incriminessin el clergat.
Durant molts anys, el carrer va ésser el més important de la ciutat pel que fa a antiquaris i brocanters. Tot i que ja no és el que havia estat, encara s'hi poden trobar molts establiments del ram amb articles ben interessants i una bona oferta comercial.